# Dmitry Morduhai-Boltovskoï
Dmitri Dmitrievitch Morduhai-Boltovskoï (russe : Дми́трий Дми́триевич Мордуха́й-Болтовско́й; Pavlovsk, 8 août 1876 - Rostov-sur-le-Don, 7 février 1952) est un mathématicien russe, surtout connu pour ses travaux d'analyse, de théorie galoisienne différentielle, de théorie des nombres, de géométrie hyperbolique et d'histoire des mathématiques. Il est aussi connu pour sa traduction annotée des Éléments d'Euclide en russe.

## Biographie
Morduhai-Boltovskoi, descendant d'une noble famille russe, est né en 1876 à Pavlovsk, près de Saint-Pétersbourg. Son père est un ingénieur des chemins de fer et un haut fonctionnaire du ministère impérial russe des transports, et son grand-père est un général. En 1894, il entre à l'université d'État de Saint-Pétersbourg où il suit les cours d'Andreï Markov, Aleksandr Korkin, Julian Sokhotski et Dimitri Grave. Il termine sa thèse sous la direction de Konstantin Posse (en) en 1898 et commence sa carrière à l'École polytechnique de Varsovie. Il continue à travailler à Varsovie aux côtés de Gueorgui Voronoï, et devient professeur à l'université de Varsovie en 1914. En 1915, après que l'Allemagne ait pris Varsovie pendant la Première Guerre mondiale, des parties de l'université de Varsovie sont évacuées et Morduhai-Boltovskoï avec des collègues commence à travailler à l'université de Rostov. Il continue à vivre à Rostov et à y travailler jusqu'en 1945, puis de 1947 à 1950. En 1943-1945 et 1950-1952, il travaille à Piatigorsk et en 1945-1947 à Ivanovo.
Morduhai-Boltovskoï est le fondateur de la recherche en mathématiques à Rostov. Il a pour élèves Boris Levin et Nikolai Efimov. Son fils, Filaret Dmitrievich, est l'un des principaux experts russes en hydrobiologie.
Dmitry Dmitrievich Morduhai-Boltovskoï est un modèle pour un personnage du professeur Dmitri Dmitrievich Goryainov-Shakhovskoy dans le roman d'Alexandre Soljenitsyne Le Premier Cercle. Soljenitsyne était son étudiant à l'université de Rostov.